# افسون (فیلم)
افسون فیلمی به کارگردانی  و نویسندگی محمدرضا صفوی محصول سال ۱۳۶۷ است.

## بازیگران
- اسماعیل محرابی
- مهشید افشارزاده
- اسماعیل سلطانیان
- اسماعیل داورفر
- غلامحسین نقشینه
- منصور محمدزاده
- سرور رجایی
- ابوالقاسم صفار
- پریدخت اقبالپور
- عباس نوذری
- رضا بنفشه خواه
- ملیحه اکبری
- محمد سرایی
- احمد توکلی
- مجید نیرومند
- محمد رفیع جلالی
- مرتضی عبدلی
- محمود احمدی
- شمس اله ابراهیمی
- گل افروز ماندگاریان
- علی اتابکی
- نیره السادات میرمهدی
- محمدی
- علی صحاف
- عبداله صنعتی
- عرب
- رازمیک کدخدازاده
- بایزان منش
- ناصر اسدی
- محمد حسام
- آدرینه بغوسیان
- حسین نامی
- محمد قهرمانی
- حمید خان احمدی
- ابوالقاسم حسینی
- تقی ظهوریان
- رضا توکلی